# Thelotrema
Thelotrema — рід лишайників родини графідові (Graphidaceae). Назва вперше опублікована 1803 року.

## Опис
Слань одноманітна, часом гіпофлеодна. Апотеції занурені в слань або сидять в сланевих горбиках по одному. Диск округлий, зрідка злегка видовжений, маленький, заглиблений точковидний або трохи розширений. Спочатку його вкриває добре розвинутий різноманітно забарвлений, ексципул, що з часом розривається. Старі апотеції містять рештки ексципула, що оточують диск, який, має сланевий край. Гіменій цілий, іноді його пронизують стовпиковидні вирости ексципула. Парафізи численні, вільні, нерозгалужені. Сумки з 1—8 безбарвними, муральними спорами. Пікноконідії екзобазидіальні, короткоциліндричні.

## Види
База даних Species Fungorum станом на 20.11.2019 налічує 165 видів роду Thelotrema (докладнише див. Список видів роду Thelotrema).